# 韦韬
韦韬（1970年4月—），男，壮族，广西罗城人，中华人民共和国政治人物，中国共产党党员。曾任中共山西省委常委、省政府副省长、太原市委书记等职。现任中共广西壮族自治区党委副书记、自治区政府主席。

## 生平

### 早年及广西壮族自治区（1992-2021）
1988年9月，在重庆大学冶金及材料工程系钢铁冶金专业学习。
1992年7月至2016年1月，在广西柳州钢铁（集团）公司任职。由技术员、科长、厂长到广西柳州钢铁（集团）公司董事、副总经理。
2016年1月，任广西北部湾国际港务集团有限公司党委副书记、副董事长、总经理。
2017年12月，广西自治区玉林市委副书记，2018年1月任玉林市市长。
2018年2月24日，当选为第十三届全国人大代表。
2020年3月，任广西北部湾国际港务集团有限公司党委书记、董事长。

### 山西省（2021-2025）
2021年2月，跨省担任山西省人民政府副省长、党组成员。同年10月，当选为中共山西省委常委。同年11月，出任中共太原市委书记。
2022年10月22日，在中共二十大上当选为中共中央候补委员。

### 广西壮族自治区（2025- ）
2025年7月，任中共广西壮族自治区党委副书记、自治区政府党组书记，晋升正部级。同月，任广西壮族自治区人民政府代理主席。7月18日，在广西壮族自治区十四届人大四次会议上当选自治区政府主席。